# Paarvergleich
Ein Paarvergleich ist eine Vergleichsmethode, bei der einzelne Objekte paarweise verglichen werden. Im Gegensatz dazu wird bei der Skalierung bzw. „Ranking“ jedes Objekt einzeln betrachtet und auf einer Skala einsortiert.
Der Paarvergleich wird oft verwendet, wenn subjektive Kriterien erfasst werden sollen, z. B. „Schönheit“ oder „gut schmeckendes Essen“.
Der Vorteil des Paarvergleichs liegt in der Genauigkeit bzw. in der Fähigkeit, kleine Unterschiede zu zeigen.
Der Paarvergleich wird in vielen Fachgebieten verwendet z. B. in der empirischen Sozialforschung oder der Medizinstatistik.

## Empirische Sozialforschung

### Der Paarvergleich als Grundlage für Zusammenhangsmaße in der empirischen Sozialforschung
In der deskriptiven Statistik der empirischen Sozialforschung wird der Paarvergleich häufig herangezogen, um einen Zusammenhang zwischen mindestens ordinalskalierten Variablen zu messen. Es gibt eine Reihe von Zusammenhangsmaßen, die auf dem Paarvergleich beruhen und die die möglichen Paarungen auf unterschiedliche Weise einbeziehen oder berechnen. Die Entscheidung für ein bestimmtes Zusammenhangsmaß ist abhängig von der Struktur der Daten.

### Vorgehen
Beim Paarvergleich werden Fallpaare geprüft, indem die Ausprägungen von zwei Variablen der beiden Fälle miteinander verglichen werden. Was eigentlich interessiert, ist der Vergleich der beiden Variablen. Beim Vergleich der Variablen Schulbildung und Medienkompetenz betrachtet man also jeden einzelnen Fall (die befragte Person) und vergleicht dessen Ausprägungen bei den beiden Variablen mit den Ausprägungen jedes anderen Falles im Datensatz. Bei drei befragten Personen (A, B, C) entstehen so drei Paarungen (A mit B, A mit C und B mit C), bei N befragten Personen entstehen N(N–1) : 2 Paarungen.
Beim Paarvergleich wird also jeder Fall mit einem anderen Fall verglichen. Dieses Paar (diese beiden Fälle) wird auf die Beziehung ihrer Werte (oder Ausprägungen) geprüft. Es gibt fünf Relationen, die möglich sind: das Paar bzw. die Werte sind konkordant, diskordant oder in x oder y oder in x und y gebunden.
Mögliche Paarungen

konkordant
Die Werte eines Paares (also zweier Fälle) sind für beide Variablen unterschiedlich, die Richtung der Beziehung ist bei beiden Variablen gleich. Das heißt, die Werte ändern sich, die Richtung der Beziehung ist bei beiden Variablen gleich.
Beispiel 1
Fall 1:
{\displaystyle x=1,y=3}
Fall 2:
{\displaystyle x=3,y=4}
{\displaystyle \Rightarrow x_{2}>x_{1}} und {\displaystyle y_{2}>y_{1}}
Beispiel 2
Fall 1:
{\displaystyle x=4,y=3}
Fall 2:
{\displaystyle x=2,y=1}
{\displaystyle \Rightarrow x_{2}<x_{1}} und {\displaystyle y_{2}<y_{1}}

diskordant
Die Werte eines Paares (also zweier Fälle) sind für beide Variablen unterschiedlich, die Richtung der Beziehung ist ebenfalls unterschiedlich. Das heißt, die Werte ändern sich, die Richtung der Beziehung ist bei beiden Variablen unterschiedlich.
Beispiel 1
Fall 1: x = 1, y = 2
Fall 2: x = 2, y = 1
x2 > x1 und y2 < y1
Beispiel 2
Fall 1: x = 2, y = 1
Fall 2: x = 1, y = 2
x2 < x1 und y2 > y1

gebunden in x
Die Werte eines Paares (also zweier Fälle) sind für Variable x gleich, für Variable y unterschiedlich.
Beispiel 1
Fall 1: x = 1, y = 2
Fall 2: x = 1, y = 1
x2 = x1 und y2 < y1
Beispiel 2
Fall 1: x = 1, y = 1
Fall 2: x = 1, y = 2
x2 = x1 und y2 > y1

gebunden in y
Die Werte eines Paares (also zweier Fälle) sind für Variable x unterschiedlich, für Variable y gleich.
Beispiel 1
Fall 1: x = 2, y = 2
Fall 2: x = 3, y = 2
x2 > x1 und y2 = y1
Beispiel 2
Fall 1: x = 3, y = 2
Fall 2: x = 2, y = 2
x2 < x1 und y2 = y1

gebunden in x und y
Die Werte beider Variablen eines Paares (also zweier Fälle) sind gleich.
Beispiel 1
Fall 1: x = 2, y = 4
Fall 2: x = 2, y = 4
x2 = x1 und y2 = y1
Beispiel 2
Fall 1: x = 3, y = 3
Fall 2: x = 3, y = 3
x2 = x1 und y2 = y1

Beim Vergleich geht es um das Verhältnis der Ausprägungen zweier Variablen, bei der Berechnung der Zusammenhangsmaße geht es um die Frage der Häufigkeiten, das heißt, um die Frage, wie viele Paarungen welchen Charakter haben (konkordant, diskordant oder gebunden).
Die Anzahl der Paarungen berechnet man am besten mit Hilfe einer Häufigkeitstabelle. Benutzt man ein Statistikprogramm, das die Paarungen berechnet, hilft eine Häufigkeitstabelle bei der Einschätzung der Paarungen; diese ist wichtig für die Wahl des Zusammenhangsmaßes.
Bei unserem fiktiven Beispiel des Vergleichs von Schulbildung (x) und politischem Interesse (y) könnten die Häufigkeiten wie folgt aussehen (s. Tabelle): 33 Fälle (Personen) haben bei Schulbildung die Ausprägung 1 (keine Schulbildung) und bei politischem Interesse die Ausprägung 1 (sehr geringes Interesse), 20 Fälle (Personen) haben bei Schulbildung die Ausprägung 1 (keine Schulbildung) und bei politischem Interesse die Ausprägung 2 (etwas Interesse), 6 Fälle (Personen) haben bei Schulbildung die Ausprägung 1 (keine Schulbildung) und bei politischem Interesse die Ausprägung 3 (großes Interesse) usw.

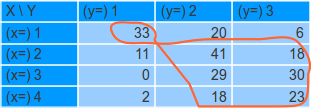
Die Tabelle zeigt am Beispiel einer Ausgangszelle, wie man in einer Häufigkeitstabelle konkordante Paarungen bestimmt

Bei den Paarbildungen berechnet man für jede Zelle, wie viele Fälle mit dieser Zelle (bzw. mit allen Fällen in der Zelle) konkordant, diskordant und gebunden sind, beziehungsweise man berechnet alle konkordanten Paare, alle diskordanten Paare, alle in x, alle in y sowie alle in x und y gebundenen Paare und addiert diese jeweils.
Die konkordanten Paarungen für die erste Zelle (x=1 und y=1) sind alle Zellen, deren Werte größer (als 1) sind, hier also die Zellen in der großen roten Schleife. Die Anzahl der Paarungen, die mit den Fällen in der ersten Zelle (33 Fälle) konkordant sind, berechnet sich, indem man ihre Summe mit der ersten Zelle multipliziert.
{\displaystyle 33\cdot (41+18+29+30+18+23)}
{\displaystyle N_{C}:\sum (h_{AZ}\sum h_{c})} [Summe aller: (Häufigkeiten der Ausgangszelle {\displaystyle \cdot } Summe der Häufigkeiten der konkordanten Zellen)]
Die Summe aller konkordanten Paarungen ist die Summe aller so errechneten Paare, also der konkordanten Paare zur Ausgangszelle 1/1 (für x=1 und y=1), ½, 2/1, 2/2, 3/1 (ist allerdings 0), 3/2. Die Zellen 1/3, 2/3, 3/3, 4/3, 4/1 und 4/2 haben keine konkordanten Paarungen.
Die Summe aller konkordanten Paare heißt {\displaystyle N_{C}} und ist also:
{\displaystyle N_{C}=33\cdot (41+18+29+30+18+23)+20\cdot (18+30+23)+11\cdot (29+30+18+23)+41\cdot (30+23)+29\cdot 23}
Genauso werden die diskordanten und die in x sowie die in y gebundenen Paare berechnet.
Zum Beispiel sind für die Zelle 1/2 mit 20 Fällen folgende Zellen diskordant: 2/1 (11 Fälle), 3/1 (0 Fälle) und 4/1 (2 Fälle). Die Anzahl der mit Zelle ½ diskordanten Paare ist also {\displaystyle 20\cdot (11+0+2)}.
Zum Beispiel sind für die Zelle 1/1 mit 33 Fällen folgende Zellen in x gebunden: 1/2 und 1/3. Die Anzahl der mit Zelle 1/1 in x gebundenen Paare ist also {\displaystyle 33\cdot (20+6)}.
Zum Beispiel sind für die Zelle 1/1 mit 33 Fällen folgende Zellen in y gebunden: 2/1, 3/1 und 4/1. Die Anzahl der mit Zelle 1/1 in y gebundenen Paare ist also {\displaystyle 33\cdot (11+0+2)}.
Auch die in x und y gebundenen Paarungen werden berechnet.
Das geschieht wie folgt:
Zum Beispiel gibt es für die Zelle 1/1 mit 33 Fällen die folgende Anzahl von Paarungen: {\displaystyle 33\cdot {\tfrac {33-1}{2}}=528}.

Hinweise:
1. Immer nur „in eine Richtung rechnen“!
Zwar ist auch beispielsweise 2/2 mit 1/1 konkordant, diese Paarung wurde aber schon in der Summe mit der Ausgangszelle 1/1 berücksichtigt. Zwar ist ½ auch mit 1/1 in x gebunden, diese Paarung wurde aber schon in der Summe zur Ausgangszelle 1/1 berücksichtigt.
2. Diskordant bedeutet, der Zusammenhang ist gegenläufig (negativ), das heißt, mehr x heißt weniger y oder umgekehrt.
Man kann prüfen, ob man alle Paarungen berücksichtigt hat, indem man alle konkordanten, diskordanten und gebundenen Paarungen addiert. Dieses Ergebnis muss identisch sein mit dem Quotienten aus {\displaystyle {\tfrac {N(N-1)}{2}}}.
Das heißt: {\displaystyle N_{C}} (also die Summe aller konkordanten Paare) + {\displaystyle N_{D}+T_{X}+T_{Y}+T_{XY}=N_{T}} (also die Gesamtanzahl der Paarungen) {\displaystyle ={\tfrac {N(N-1)}{2}}}
Formel:
{\displaystyle N_{C}+N_{D}+T_{X}+T_{Y}+T_{XY}=N_{T}={\frac {N(N-1)}{2}}}

## Andere Anwendungen

### Beispiel
Weihnachtsbaumkerzen sollen nach „Schönheit“ sortiert werden, damit dann die schönsten zum Verkauf angeboten werden können.
Wir haben, rote, gelbe, grüne, blaue, rosafarbene und weiße, in Längen von 5, 8, 10 und 15 cm sowie Dicken von 0,5, 1, 1,5 und 2 cm Durchmesser.
Wenn wir nun die Skalierung anwenden, also jeder Kerze eine Zahl (zwischen 1 = schön und 10 = hässlich) geben, bekommen erstmal alle rosa Kerzen eine 10, alle 0,5 cm dünnen eine 10 und so weiter, aber es bleiben „quantisiert“ und nicht unterscheidbar rote, weiße mit 8 und 10 cm Länge alle mit der „Note“ 1 übrig. Diese Sortierung geht schnell, denn jede Kerze muss nur einmal angesehen und bewertet werden.
Der Paarvergleich ist aufwendiger, denn jede Kerze wird mit jeder verglichen. Dabei auch z. B. die rote 8 cm lange mit der weißen 8 cm langen und dann muss eine Entscheidung gefällt werden; dadurch ergibt sich eine eindeutige Reihenfolge für alle Kerzen. Der genaue Ablauf dieses Vergleichs ist im vollständigen Paarvergleich beschrieben.

### Vollständiger Paarvergleich
Vollständig wird ein Paarvergleich genannt, wenn jeder Proband jedes Paar bewertet hat. Die Auswertung erfolgt in einer Matrix aller Bewertungen. In die Matrix wird für jede Bewertung, in der Spalte des angenehmeren Geräusches und der Zeile des Vergleichs-Geräusches, eins addiert wird. Das Beispiel zeigt eine Matrix für den Vergleich von fünf Kerzen und ist mit Bewertungen von vier Probanden gefüllt.
| Vergleichskerze |    |    |    |    | schönere Kerze |
|                 | K1 | K2 | K3 | K4 | K5             |
| K1              | .  | 3  | 3  | 4  | 1              |
| K2              | 1  | .  | 3  | 3  | 1              |
| K3              | 1  | 1  | .  | 2  | 1              |
| K4              | 0  | 1  | 2  | .  | 1              |
| K5              | 3  | 3  | 3  | 3  | .              |

In diesem Beispiel wird K3 gegenüber K1 von drei Probanden bevorzugt und K1 gegenüber K3 von einem. Die Vollständigkeit lässt sich leicht prüfen, denn es muss die Summe (Zeile, Spalte) + (Spalte, Zeile) immer der Anzahl Probanden entsprechen. Durch Transponieren würde aus der Matrix für „schönere Kerzen“ eine Matrix für „hässlichere Kerzen“ werden.
Die Rangfolge der Kerzen lässt sich beim vollständigen Paarvergleich mit der Spaltensumme berechnen, wobei einfach die größte Summe den ersten Rang bekommt und bis zur kleinsten Summe durchgezählt wird.

### Paarweiser Vergleich
Mit der Methode Paarweiser Vergleich kann man schwierige Qualitätsbewertungen durchführen.
Stehen bei einer Entscheidung mehrere Alternativen zur Auswahl, so können diese durch den Paarweisen Vergleich systematisch gegenübergestellt werden.
Zur Entscheidung werden die verschiedenen Eigenschaften des Produktes miteinander verglichen. Diese Methode schaltet die persönlichen Vorlieben aus, es kann also eine objektive Entscheidung getroffen werden (siehe auch Präferenzmatrix).
Beispiel:
Ein Elektronikkonzern plant die Herstellung von tragbaren MP3 Playern.
Welche Eigenschaften wird der Kunde wohl am höchsten bewerten?
Dazu muss ein Kundenprofil erstellt werden. Das Kundenprofil sagt aus welche Gruppe von Kunden erreicht werden soll, damit die Eigenschaftsbewertung präziser auf den Kunden bezogen wird.
Kundenprofil:
- Alter 16–25 Jahre
- Verdienst unter dem Durchschnitt
- Der Kunde hört viel und gerne Musik
- Legt Wert auf Qualität

Nach der Erstellung des Kundenprofils werden dann die Eigenschaften des Produktes nach dem Kundenprofil festgelegt.
Eigenschaften des Produktes:
1. Display
2. Akku mit Ladekabel
3. 1 Gigabyte Speicher
4. Gute Audioqualität
5. Preiswert
6. Modernes Design

Die Eigenschaften werden durchnummeriert und in die Matrix des paarweisen Vergleichs eingetragen beziehungsweise in das Formular.